# Aclytophanes aedumena
Aclytophanes aedumena är en fjärilsart som beskrevs av Turner 1922. Aclytophanes aedumena ingår i släktet Aclytophanes, och familjen björnspinnare. Inga underarter finns listade.